# NGC 4866
NGC 4866 is een spiraalvormig sterrenstelsel in het sterrenbeeld Maagd. Het hemelobject ligt ongeveer 100 miljoen lichtjaar van de Aarde verwijderd en werd op 14 januari 1787 ontdekt door de Duits-Britse astronoom William Herschel.

## Synoniemen
- UGC 8102
- MCG 2-33-45
- ZWG 71.92
- PGC 44600